# Dong Biwu
Dong Biwu (em chinês: 董必武; pinyin: Dǒng Bìwǔ; Wade–Giles: Tung Pi-wu; 5 de março de 1886–2 de abril de 1975) foi um revolucionário e político comunista chinês, que serviu como presidente interino da República Popular da China entre 1972 e 1975.

## Biografia
Dong Biwu nasceu em Huanggang, Hubei, em uma família de proprietários de terras, e recebeu uma educação clássica.  Em 1911, juntou-se ao Tongmenghui, e participou da Revolta de Wuchang. Ele então foi para o Japão em 1913 para estudar Direito na Universidade Nihon. Enquanto estava lá, ele se juntou ao recém-formado Partido Revolucionário Chinês de Sun Yat-sen, que mais tarde se tornaria o Kuomintang. Em 1915, ele retornou à China, organizando a resistência contra o regime de Yuan Shikai em sua cidade natal, Hubei, o que o levou à prisão por seis meses. Após sua libertação, ele retornou ao Japão para concluir seus estudos de direito. Entre 1919 e 1920, viveu em Xangai, onde foi exposto pela primeira vez ao marxismo através de um grupo de intelectuais comunistas centrados em torno de Li Hanjun. Retornando a Hubei, montou um aparato comunista local e, em 1921, participou do 1º Congresso Nacional do Partido Comunista Chinês, representando Wuhan junto com Chen Tanqiu. Aliás, Dong foi a única pessoa além de Mao Tsé-Tung a estar presente tanto no congresso de fundação do partido quanto na cerimônia de proclamação da República Popular da China, vinte e oito anos depois. 

## Período revolucionário
Ao longo da primeira metade da década de 1920, Dong permaneceu membro do Kuomintang e do Partido Comunista. No entanto, com o aumento das tensões entre os dois partidos, ele acabou optando por ficar do lado dos comunistas no verão de 1927. Após a Revolta de Nanchang, ele foi forçado a se esconder, primeiro buscando refúgio em Kyoto por oito meses, e depois seguindo para a União Soviética. Lá, ele frequentou a Escola Internacional Lenin e a Universidade Sun Yat-sen de Moscou entre 1928 e 1931. Ao retornar à China em 1932, tornou-se ativo no Soviete de Jiangxi, onde atuou como Diretor Político da Academia do Exército Vermelho e Presidente da Escola do Partido. Durante este tempo, Dong ficou do lado de Mao Zedong em vez de Li Lisan na luta dos dois homens pela liderança do partido. Ele então participou da Grande Marcha e, ao chegar em Yan'an, retomou suas funções de liderança escolar. Neste período, Dong passou a ser conhecido como um dos Cinco Anciãos de Yan'an (chinês: 延安五老), junto com Lin Boqu, Xu Teli, Wu Yuzhang e Xie Juezai. 
Durante a guerra com o Japão, Dong dividiu seu tempo entre Wuhan e Chongqing como elemento de ligação com o governo nacionalista, dadas as suas associações anteriores com o Kuomintang. Em 1945, viajou para São Francisco para assistir à sessão de fundação das Nações Unidas, fazendo parte de uma delegação liderada pela T. V. Soong.  Foi o único representante do Partido Comunista, cujo Comitê Central delineou os objetivos da viagem da seguinte forma: “conquistar amigos estrangeiros, melhorar a posição internacional do partido e tentar permanecer e trabalhar nos Estados Unidos”.  Após a conferência, Dong passou vários meses viajando pelos Estados Unidos, buscando atingir esses objetivos diplomáticos. Perto do final da Guerra Civil em 1948, após vitórias decisivas no norte, Dong foi nomeado Presidente do Governo Popular do Norte da China. 

## República Popular da China

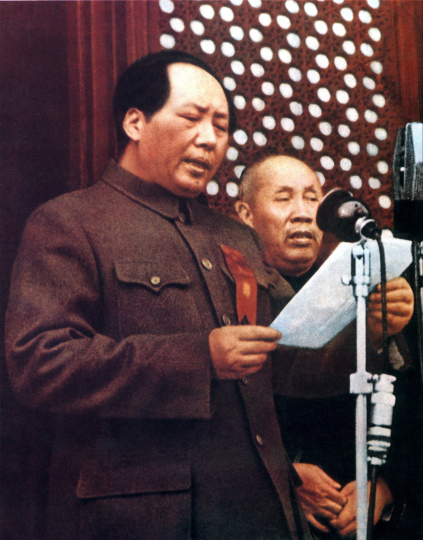
Dong atrás de Mao durante a cerimônia de fundação da República Popular da China em 1949

Após a fundação da República Popular da China, Dong atuou como Diretor do Comitê Econômico e Financeiro do Conselho de Governo. Em 1954, foi nomeado Presidente do Supremo Tribunal Popular. Com experiência anterior em diplomacia internacional desde a sua visita aos Estados Unidos em 1945, Dong foi escolhido para liderar uma delegação à Europa de Leste e à União Soviética em 1958, mantendo-o afastado de Pequim durante dois meses. Na sua ausência, o trabalho do Supremo Tribunal Popular nos últimos anos foi revisto por um grupo liderado por Peng Zhen. No seu regresso, Dong foi apresentado às deficiências reveladas pelo escrutínio, pelas quais aceitou a responsabilidade numa conferência judicial especial. 
No início de 1959, Dong foi nomeado vice-presidente da China em uma nomeação conjunta com Soong Ching-ling, cargo que ocupou até sua morte. Mais tarde, no mesmo ano, Dong defendeu Peng Dehuai das críticas na Conferência de Lushan, mas ainda assim conseguiu manter-se a favor de Mao, ao contrário de outros que defenderam o general criticado. De maneira semelhante, Dong mais tarde não seria afetado pela turbulência política da Revolução Cultural, apesar de vir de uma origem relativamente privilegiada. Em vez disso, ele ganhou destaque e visibilidade pública durante estes anos tumultuados, assumindo muitas das responsabilidades diplomáticas e cerimoniais anteriormente ocupadas pelo expurgado Liu Shaoqi. Os historiadores atribuíram este facto curioso não a qualquer manobra política astuta, mas à relação especial de Dong com Mao e ao seu sempre bom relacionamento, desde o seu primeiro encontro na fundação do Partido Comunista em 1921. 

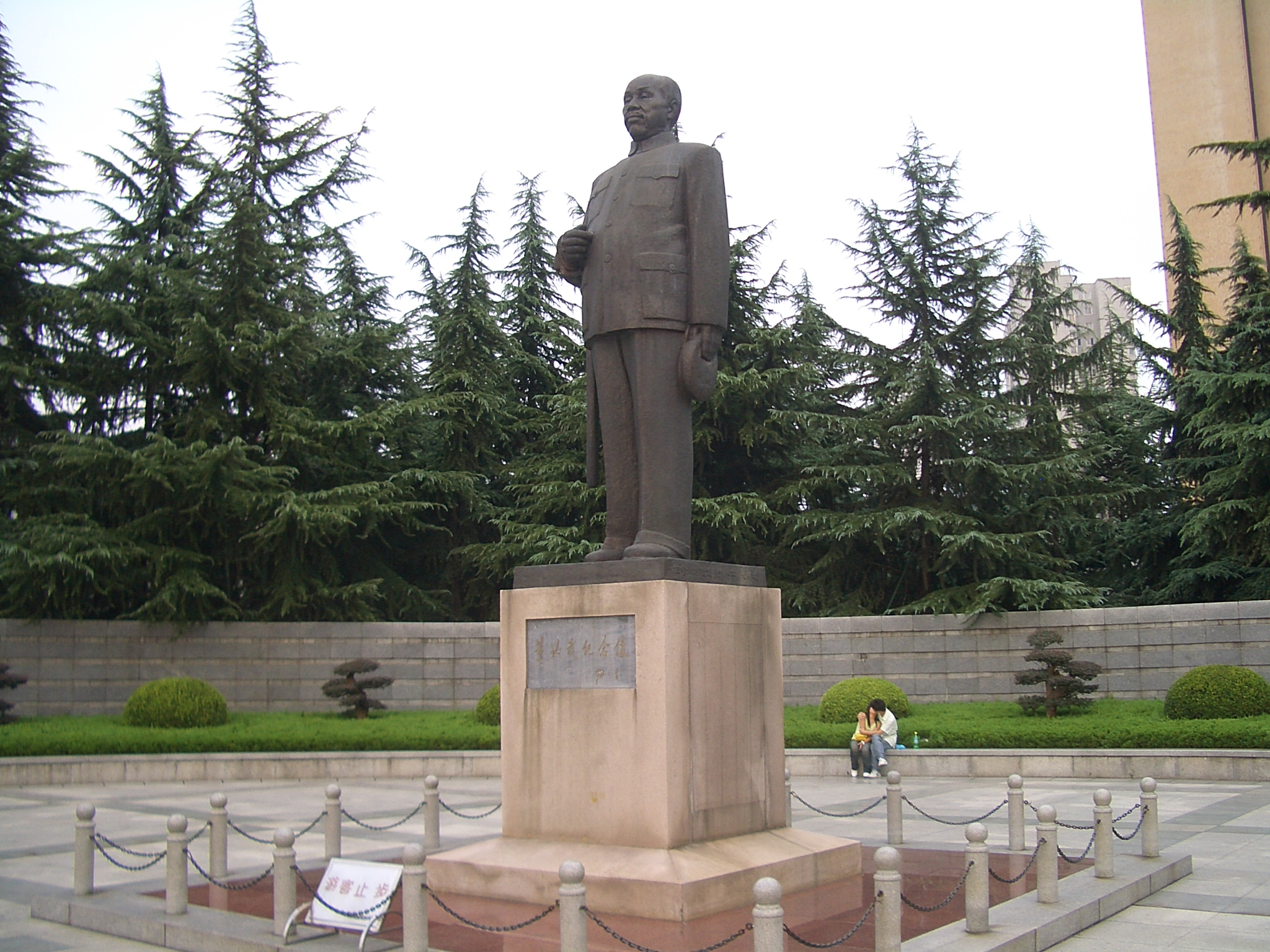
Estátua de Dong Biwu em Wuhan

No vácuo de poder que surgiu após a queda de Lin Biao, Dong tornou-se presidente interino da China, exercendo essa função de fevereiro de 1972 a janeiro de 1975. Nessa altura, o cargo de presidente foi abolido e o Presidente do Comitê Permanente da Assembleia Popular Nacional - então Zhu De - tornou-se o chefe de Estado formal. Dong foi, por sua vez, eleito vice-presidente do Comitê Permanente do Congresso Nacional Popular. 
Dong morreu em Pequim em 2 de abril de 1975, aos 89 anos. Em seu obituário oficial, ele é descrito como "um dos fundadores do Partido Comunista da China, um grande marxista, um notável revolucionário proletário, um dos fundadores da República Popular da China" e "um fundador do sistema jurídico socialista da China". 
Em 1991, uma estátua de Dong foi erguida em uma das praças centrais de Wuhan, Hongshan Guangchang. O Museu Provincial de Hubei abriga uma coleção de itens pessoais de Dong. 

## Honras
- Reino do Camboja
  -  Ordem Real do Camboja [9]